# Famille Vanderbilt

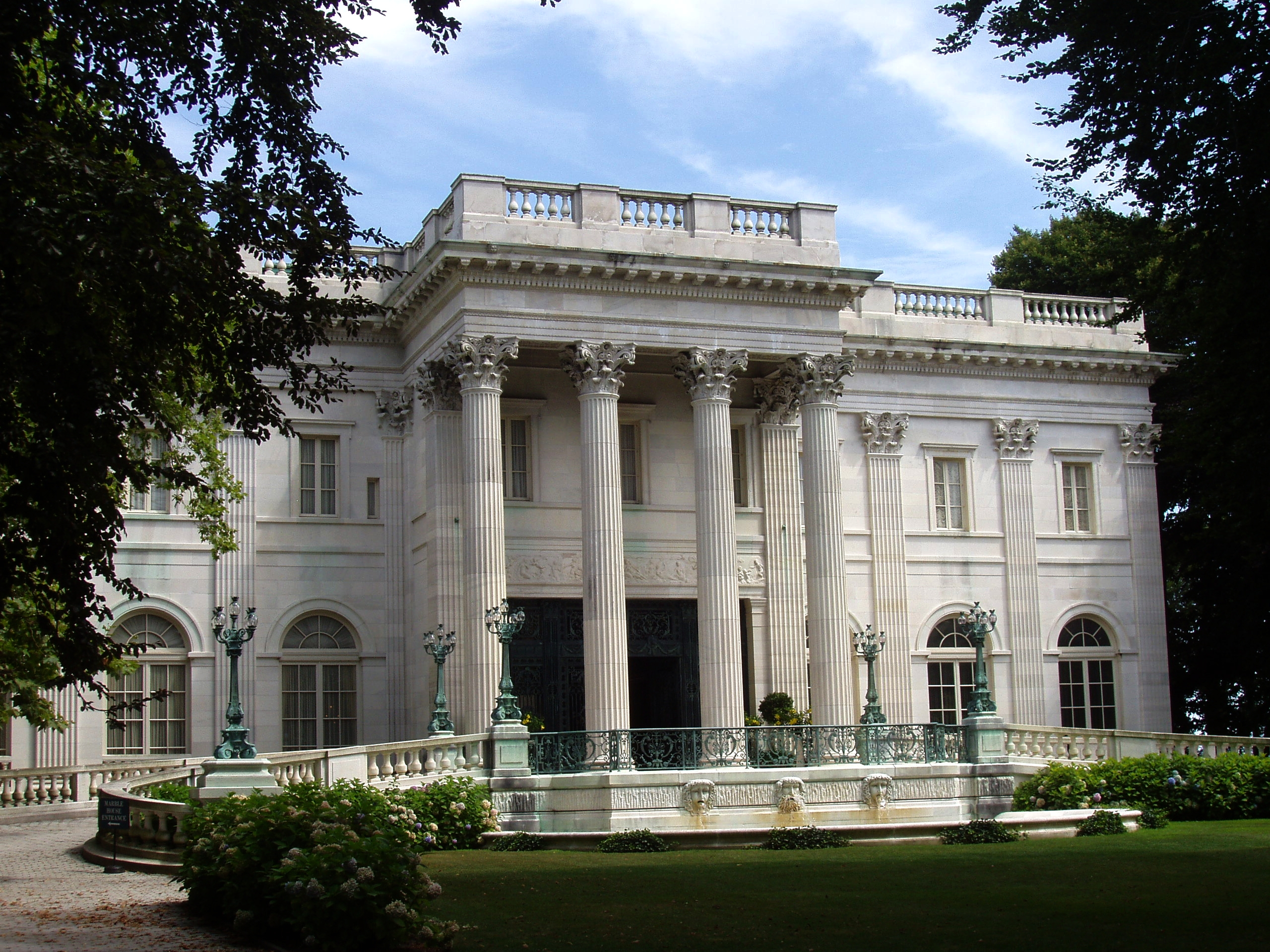
Marble House, résidence des Vanderbilt à Newport, Rhode Island et dessinée par Richard Morris Hunt.

La famille Vanderbilt est une famille des États-Unis qui a joué un rôle important dans l'histoire économique et artistique de ceux-ci.

## Histoire

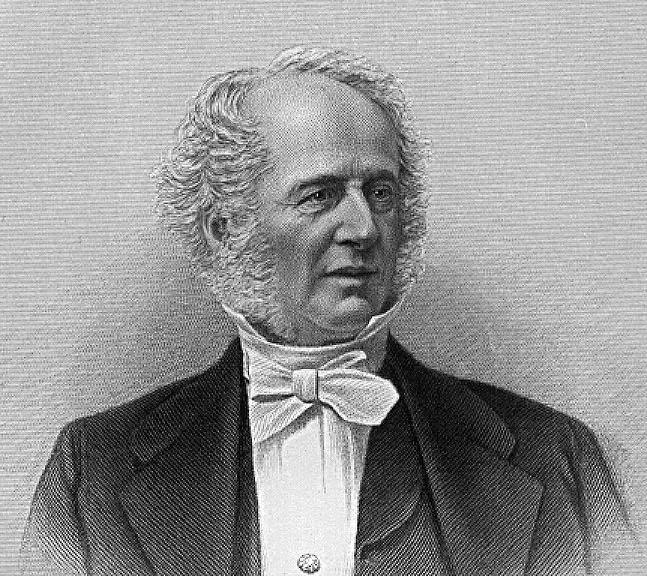
Cornelius Vanderbilt.

Cornelius Vanderbilt (1794–1877), était le quatrième enfant d'une famille modeste de Staten Island. Son arrière-arrière-arrière-grand-père, Jan Aertszoon van der Bilt (1620–1705), était agriculteur, originaire du village de De Bilt, dans la province d'Utrecht aux Pays-Bas, et avait émigré vers la colonie hollandaise de Nouvelle-Néerlande en tant qu'engagiste en 1650. La particule « van der » avait été ajoutée au nom du village de Jan pour créer « van der Bilt », puis devint Vanderbilt quand les Anglais prirent le contrôle de La Nouvelle-Amsterdam.
Cornelius Vanderbilt arrêta l'école à l'âge de 11 ans. Il construisit par la suite son empire maritime et ferroviaire qui, durant le XIXe siècle, fit de lui un des hommes les plus riches au monde.
Au milieu du XIXe siècle, quand il abandonne le secteur maritime, sa flotte compte plus de navires que l'US Navy. Grâce à son groupe ferroviaire, il possède à un moment plus d'argent que le gouvernement américain.
Les Vanderbilt possédaient des terres à Corwith Township dans le Michigan, dont une partie servit à la construction du chemin de fer à partir de 1875. Quand les Vanderbilt devinrent propriétaires de la Michigan Central Railroad en 1880, le village de Vanderbilt vit le jour. Si Cornelius Vanderbilt vécut toujours dans une modeste maison, les autres membres de la famille ne cessèrent jamais d'employer leur fortune à la construction de somptueuses résidences. Un peu avant son décès en 1877, Cornelius fit une donation de 1 million de dollars qui permit la création de l'université Vanderbilt à Nashville.
Les membres de la famille Vanderbilt dominèrent cette période de l’histoire américaine qu'on appelle le Gilded Age, période au cours de laquelle les Vanderbilt furent considérés dans le monde entier comme la nouvelle aristocratie du commerce et des affaires et de fait des mécènes internationaux. Le mariage en 1895 de Consuelo Vanderbilt avec Charles Spencer-Churchill, 9e duc de Marlborough, fut un grand événement de la haute société aristocratique européenne et des milieux huppés américains.
D’autres descendants de la famille Vanderbilt connurent une certaine notoriété mais dans des domaines différents : Alfred Gwynne Vanderbilt (1877-1915) sombra avec le RMS Lusitania Son fils Alfred Jr. éleva des chevaux de courses, dont le célèbre Native Dancer. Harold Stirling Vanderbilt (1884-1970) se fit connaître dans le monde de la navigation sportive en remportant à trois reprises la prestigieuse Coupe de l'America. Son frère, « Willie K », fut à l’origine de la Vanderbilt Cup, une compétition automobile. Cornelius Vanderbilt IV (1898-1974) devint écrivain accompli, patron de presse et producteur de cinéma. D’autres Vanderbilt encore firent les gros titres des journaux pour leurs problèmes d'alcool et de drogue ou encore pour leurs multiples mariages.

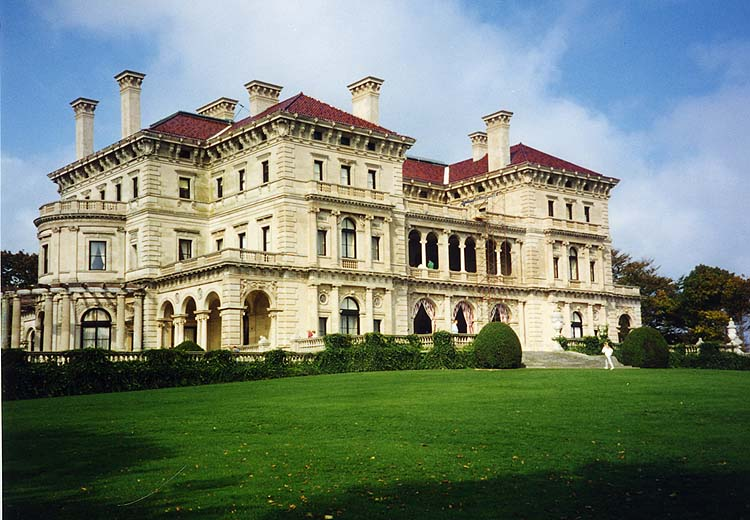
The Breakers, Newport, Rhode Island.

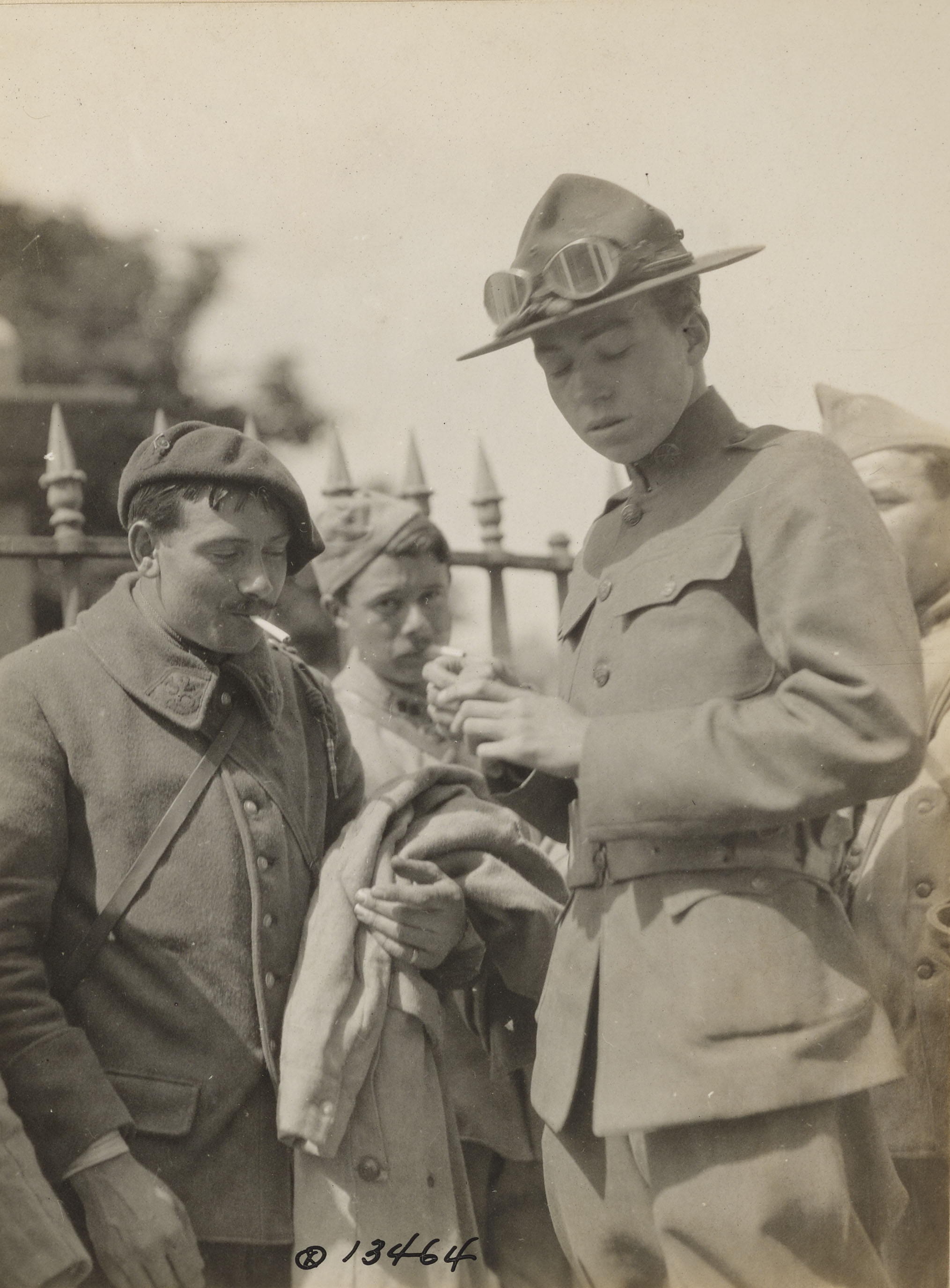
Cornelius Vanderbilt Jr.

Cornelius Vanderbilt reçut une médaille d'or du gouvernement américain pour avoir fait don de son bateau à vapeur le SS Vanderbilt durant la guerre de Sécession à la marine de l'Union. Dans la famille Vanderbilt, la médaille s'est transmise au chef de famille.
En 1855, Cornelius Vanderbilt fit don de 8,5 acres (34 000 m2) de sa propriété aux frères Moraves et leur donna aussi le cimetière de New Dorp sur Staten Island. Plus tard, son fils William Henry Vanderbilt donne 4 acres (16 000 m2) supplémentaires. Une parcelle fut gardée par la famille Vanderbilt dans le cimetière Morave (en) de Staten Island et plusieurs membres y sont enterrés, notamment le patriarche qui repose dans la crypte familiale. Celle-ci a été remodelée en 1885 par l'architecte Richard Morris Hunt.

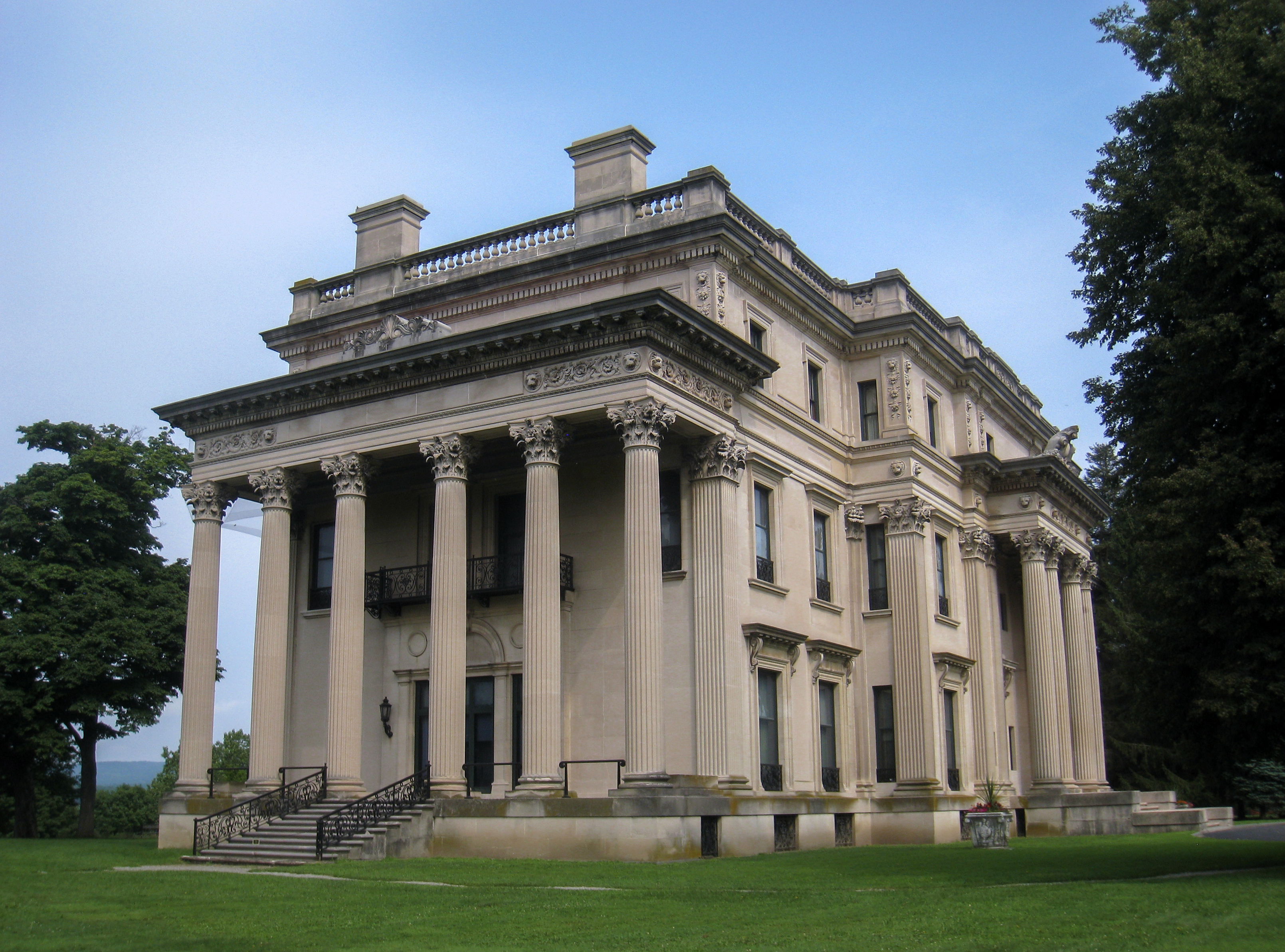
Manoir de Frederick William Vanderbilt, à Hyde Park, New York.

Selon l'économiste John Kenneth Galbraith, plusieurs générations de Vanderbilt ont montré qu'elles avaient du talent pour gagner de l'argent, mais qu'elles étaient encore plus douées pour le dépenser et le montrer à tout le monde, parfois même de façon totalement aberrante et stupide. Quarante-huit ans seulement après le décès de Cornelius Vanderbilt, un de ses descendants directs mourut ruiné. Soixante-dix ans après le décès de Cornelius, la dernière des dix résidences Vanderbilt, qui se trouvait sur la Cinquième avenue de New York, fut détruite.
En 1973, la première réunion des descendants de la famille Vanderbilt s'est déroulée à l'université Vanderbilt à Nashville.
Les témoignages du passé des Vanderbilt sont multiples : l'université Vanderbilt, mais aussi l'avenue Vanderbilt dans Midtown Manhattan, qui passe devant le Grand Central Terminal, la grande gare de New York, et leurs nombreuses résidences dont certaines, ouvertes au public, reçoivent des milliers de visiteurs chaque année.

## Résidences de la famille Vanderbilt
Liste des résidences de la famille Vanderbilt (en) :
- Marble House
- The Breakers (1878) (en)
- The Breakers
- Cornelius Vanderbilt II House (en)
- Woodlea (en)
- William K. Vanderbilt House (en)
- Idle Hour (en)
- Elm Court (Lenox and Stockbridge, Massachusetts) (en)
- Florham (en)
- Vinland Estate (en)
- Vanderbilt Mansion National Historic Site
- Rough Point
- Pine Tree Point (en)
- Shelburne Farms (en)
- Domaine Biltmore
- Eastover (Manalapan, Florida) (en)
- Beaulieu House, Newport (en)
- Great Camp Sagamore (en)
- William C. Whitney House (en)
- Château Vanderbilt
- Château d'Augerville
- Château de Saint-Georges-Motel
- Haras du Quesnay
- Belcourt of Newport (en)
- Biltmore Village Cottage District (en)

## Dans la fiction
La famille Vanderbilt est figurée dans la série Gossip Girl. Un des personnages principaux, Nate Archibald, en est membre, sa mère étant née Vanderbilt.
Cornelius Vanderbilt apparait également dans le livre L'ange des ténèbres de Caleb Carr ou il aide l'antagoniste.